# 셜록 홈즈
셜록 홈즈(영어: Sherlock Holmes 셜록 홈스[*] 1854년~1957년)는 아서 코난 도일의 추리 소설 시리즈에 등장하는 주인공이다. 셜록 홈즈는 19세기 말에서 20세기 초의 영국을 무대로 활동하는 가상의 탐정으로 여전히 전 세계에 많은 팬이 있다. 이렇게 팬이 많은 셜록 홈즈이지만, 한때 작가 아서 코난 도일은 이 인물에 싫증을 느꼈으며, 자신이 쓴 다른 장르의 소설들이 추리 소설 때문에 주목받지 못한다고 생각하였다. 그리하여 단편 《마지막 사건》에서 셜록 홈즈가 죽은 것으로 묘사하였으나, 아서 코난 도일의 부모님과 당시 영국의 왕세자였던 에드위드 7세를 포함한 독자들의 끊임없는 항의와 몇 극성팬들의 살해 협박 편지에 5000 파운드와 함께 셜록 홈즈를 부활 시켜달라는 사람들도 나타나고 런던 시민들이 셜록 홈즈에 대한 조의의 뜻으로 검은 리본을 하고 다니자 결국 셜록 홈즈를 다시 그의 작품에 등장시켰다. 그의 탐정사무실은 소설이 쓰일 당시에는 실재하지 않는 주소인 “런던 베이커가 221번지 B호”로 설정되어 있으며, 런던의 셜록 홈즈 박물관이 베이커가 221번지 B호를 입구에 내걸고 있으나, 실제 주소는 239번지이다.

## 인물 설정
셜록 홈즈는 여러 면에서 작가인 아서 코난 도일과 크게 닮았다. 역사에 대한 취미 이상의 관심, 잡다한 분야에 대한 해박한 지식, 출판에 대한 열정 등을 보아 작가의 성격을 그대로 옮겨 놓았음을 알 수 있다. 작가의 직업이었던 의사를 소설 속 기록자인 왓슨 박사의 직업으로 넘겨준 점을 감안한다면, 이 두 등장인물은 작가의 분신이라고도 볼 수 있다. 셜록 홈즈가 한 말 중 '연애란 것은 감정적인 것이어서 내가 그 무엇보다도 존중하는 냉엄함 즉, 이성과 공존할 수 없는 것이다.'에서 보았듯이 이성을 존중하고 자신 또한 냉정하다. 그 무엇보다도 자신의 흥미를 추구하며 흥미가 생기지 않으면 바로 돌아서 버리는 단호한 성격을 가지고 있다. 작중 탐정이나 의뢰인에게 조언을 해주며 런던의 형사들과 친분이 있는 것으로 묘사된다. 그는 통찰력과 관찰력이 뛰어나 사람의 겉모습(인상착의)만으로도 이 사람의 출생지나 했던 일이나 직업 등을 추리해 낸다. 책에서 그는 여성을 관찰할 때는 우선 소매를 보고 남성일 경우 바지의 무릎을 보는 것이 좋다고 언급한 적이 있다. 무언가를 골똘히 생각할 때는 안락의자에 앉아서 파이프 담배를 피우며 온종일 시간을 보낸다. 왓슨이 홈즈가 생각하는 동안 산책하러 갔다가 돌아왔는데 파이프 담배 연기로 방이 다 차올랐을 정도로 담배를 자주 피운다. 셜록 홈즈는 호신용 리볼버 권총을 가지고 있으며 때때로 자신의 방에서 사격 연습을 하기도 한다. 바이올린 연주자이기도 하며 양봉에도 소질이 있다.

### 지식과 기술
셜록 홈즈가 처음 등장하는 《주홍색 연구》(A Study in Scarlet)에서 왓슨 박사는 셜록 홈즈의 지식과 기술에 대해 다음과 같이 평가했다.
- 문학 - 전무함
- 천문학 - 전무함
- 정치 - 약간 있음
- 식물학 - 편차가 큼,벨레도나, 아편 독성 물질 일반에는 해박하나 실용적인 원예 지식은 전혀 없음
- 지질학ㅡ실용적이지만 한계가 뚜렷함 여러 종류의 토양을 한눈에 구별할 수 있음 산책을 끝낸 뒤 나에게 바지에 흙탕물이 튄 자국을 보여주고, 흙의 색깔과 조성만으로 그 흙이 런던의 어느 지역에서 묻어온 것인지를 말해 주었음

- 화학 - 해박함
- 해부학 - 정확하지만 체계가 없음
- 바이올린 - 수준급
- 목검술, 펜싱, 권투 실력은 프로급
- 영국법 - 실용적인 지식이 꽤 있음
- 철학 - 전무함
- 범죄 관련 문헌 - 놀라 자빠질 정도. 금세기에 저질러진 중범죄에 대해서는 모르는 것이 없는 눈치

셜록 홈즈의 지식은 내용이 전개됨에 따라 점점 늘어나는데 《보헤미안 사건》에서는 셰익스피어와 성서를 인용하고, 이후 《셜록 홈즈의 모험》에 이르면 탐정 활동에 필요한 것은 대부분 통달하게 된다. 또한 《춤추는 사람의 모험》(The Adventure of the Dancing Men)에서 홈즈는 암호에 대해 해박한 지식을 보여 주었다.

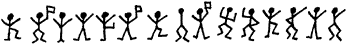
춤추는 사람의 모험에 나온 암호

또한, 권투에 관해서는 '같은 체급에서는 챔피언급'이라는 왓슨의 칭찬을 들은 바 있으며 한때 프로 권투선수였던 맥머도가 그의 얼굴을 알고 있었다.

### 추리 방법
홈즈는 《녹주석 크로닛》에서 "불가능한 것들을 제외하고 남은 것은 뭐든, 아무리 사실 같지 않더라도, 틀림없이 진실이다."라는 격언을 내세우며 가설을 세우고 드러난 증거에 따라 하나하나 타당하지 못한 것들을 지워 가다가 진실에 다다르게 되는 방식으로 추리하며 "정보를 손에 넣기도 전에 추리하면 무의식적으로 이론을 사실에 맞추지 않고 사실에 이론을 맞춰서 실수를 저지르기 쉬워."라는 말에 따라 자신의 사소한 것 하나 놓치지 않는 관찰력으로 증거를 모아 객관적으로 사고한다.(가끔은 가설을 먼저 세우고 나서 추리에 들어간다는 역설적인 추리 방법을 사용하기도 한다.)
또한 '1,000개의 범죄를 알면 1,001번째 범죄를 해결하지 못하는 것이 더욱 이상하다'라는 논리를 앞세워 '하늘 아래 새로운 것은 없다'라는 생각으로 이 사건과 이전에 있었던 사건의 공통점을 찾아 사건을 해결하기도 한다.

### 대인관계
홈즈의 유일한 친구는 존 왓슨 박사뿐이다.《보헤미안 사건》에서 만나게 된 아이린 애들러와 지속적인 만남을 가졌으나 연인으로 발전하지는 못하였다.
가족 관계에 대해서 홈즈는 어머니에 대해선 장단편 불문 일언반구도 직접 언급하는 대목이 나오지 않는다. 아버지에 대해서도 마찬가지다. 오직 홈즈의 친형인 마이크로프트 홈즈(Mycroft Holmes)에 대해선 나온다. 그는 영국 정부의 관료로 숫자의 천재이며 정부 회계와 관련된 일을 맡고 있다고 한다. 공식적인 직책 외에 마이크로프트는 때로 영국 정부 그 자체(홈즈의 발언)인 적도 있고 '영국 여왕'이나 '수상'과도 극히 가까운 관계로 곤란한 국가적 문제가 발생했을 때 종종 그의 두뇌를 빌려 해결하곤 한 것으로 암시되어 있다. 마이크로프트가 홈즈에게 직접 사건을 소개한 적도 두어 번 있다. (그리스인 통역사 사건과 브루스파팅턴 호 설계도 사건)

#### 홈즈와 여성
- 허드슨 부인(Mrs. Hudson)

이십 대 중후반 무렵부터 홈즈에게 사실상 어머니의 역할을 하는 이는 베이커가 221B 하숙집 여주인인 허드슨 부인이다. 장년에서 노년에 이르는 연배의 허드슨 부인은 홈즈의 독특한 성격과 생활 방식에도 꿋꿋하고, 일관되게 홈즈를 지지하고 간혹 홈즈의 일을 도와주는 중요한 역할도 한다. 예를 들어 빈집의 모험에서 3년 만에 생환한 홈즈가 악당에게 쫓기는 것을 알고 홈즈 밀랍 인형을 홈즈 대역으로 악당 서배스천 모런 대령(Sebastian Moran)의 총구 앞에 노출한 채 15분에 한 번씩 무릎으로 기며 무려 2시간이나 모런 대령과 잔당들을 속이는 중요한 역할을 하기도 하였다. 홈즈 스스로 '부인은 정말 없어선 안 될 분이세요'라고 말할 정도로 홈즈를 이해하고 가끔 어머니 같은 마음으로 잔소리도 하지만 방을 엄청나게 지저분하게 만드는 홈즈의 습성 등에도 불구하고 끝끝내 굳건히 신뢰한다.
- 아이린 애들러(Irene Adler)

남다른 미모와 재능, 웬만한 남자를 능가하는 담력으로 일찌감치 일국의 왕을 사로잡을 정도로 소문난 오페라 가수이다. '보헤미아 왕'이 다른 나라의 공주와 약혼하자 자신과 젊은 시절 연인관계였을 때 함께 찍은 사진을 공주에게 보내겠다고 협박한다. 그러자 런던의 결코 부촌이라고는 할 수 없는 베이커가 홈즈의 하숙집으로 보헤미아의 왕이 친히 납시게 할 정도로 대단한 여인이기도 한데, 홈즈가 사건 해결에 실패한 유일한 사건이라고도 한다. 엄밀히 말하면 실패라기보다는 절반의 성공, 절반이 실패라 할 수 있다. 홈즈는 숨겨놓은 사진의 행방은 찾지만, 그 과정에서 뜻하지 않게 아이린과 웬 변호사의 결혼식 증인 들러리를 서는 등 예상치 못한 역할을 하는 등 내내 아이린을 추적하면서도 한편으로는 아이린에게 끌려다니는 입장에 놓이기도 한다. 마지막에 홈즈의 추격을 눈치챈 그녀가 편지와 자신의 독사진 한 장을 대신 남겨둔 채 홈즈에게 한방 먹이고 신혼여행을 떠나는 것으로 나오는데 홈즈는 왕이 제공한 값비싼 보석 반지나 막대한 보상금 대신 아이린의 그 사진을 기념으로 달라고 한다. 홈즈가 '그 여성(The Woman)'이라 부르는 유일한 존재라고 왓슨이 소개하는데, 이미 다른 남자와 진한 연애도 하고 또 유부녀까지 되어 버린 아이린을 홈즈가 이성적으로 좋아했는지에 대해선 왓슨은 기술하고 있지 않다.
다만 이후 셜로키언 중 일부가 아이린이 훗날 홈즈의 아들을 낳았다고 주장하거나 (마지막 사건 이후 홈즈가 모리아티(Prof. James Moriarty)와 함께 사망한 것으로 알려진 후 재등장할 때까지 종적이 묘연했던 3년간 홈즈가 아이린과 재회했다는 것), 이후 간혹 영미권의 홈즈 영화에서도 아이린이 홈즈의 상대역인 여성으로 등장하기도 한다.
- 바이얼릿 헌터(Violet Hunter)

〈너도밤나무 저택의 비밀〉 사건에 등장한 가정교사인 젊은 여성 의뢰인. 숱이 많고 반짝이는 탐스러운 금갈색 머리칼과 밝고 총명한 얼굴에 약한 주근깨가 있고 프랑스어, 독일어와 음악, 미술에 조예가 깊고 지혜롭고 용감한 여성이다. 바이얼릿은 여성에게 극히 무심한 홈즈가 상당히 호감을 표명하고 정중한 매너를 보였고 상대적으로 많은 관심을 기울인 거의 유일한 여성이라고 왓슨이 소개하고 있다(보헤미안 스캔들의 아이린은 논외로 한다). 또한 바이얼릿이 상담할 때 홈즈는 '내 누이동생이라면 그런 일자리에 가는 것을 반대했을 겁니다'라는 대사를 하는데, 이 대사를 두고 셜로키언들 사이에서 홈즈가 여자 형제가 있는 것을 암시한 것 아니냐는 의견이 분분하다. 그러나 사건이 해결된 후 홈즈는 헌터에 대해 더 이상 아무 관심이 없다고 이야기함으로써 왓슨은 매우 아쉬웠다고 기술하고 있다.
그리고 바이얼릿은 이후 어느 학교의 여자 교장이 되어 활발히 활동하고 있다고 마지막 문장에서 기록하는데, 셜로키언들 사이에서는 이것은 왓슨의 연막작전이라고 한다. 즉 각종 외국어에 능하고 지혜롭고 용감한 바이얼릿은 홈즈의 소개로 이후 형 마이크로프트가 주도적으로 창설한 비밀 첩보 조직의 여자 스파이로 중요한 활동을 하게 되는데 이같은 사실을 숨기기 위해 일부러 그렇게 적은 것이라는 주장도 있다. 한편 홈즈가 아니라 헌터양이 홈즈에게 반해 홈즈의 관심을 끌려고 했다는 주장도 있다. 또한 홈즈의 모친 이름이 바이얼릿이라 홈즈가 바이얼릿이란 이름을 가진 여성 의뢰인에게는 각별히 관심을 가졌다는 주장도 있다. 80년대 중반 영국 그라나다 TV 셜록 홈즈 시리즈 중 바이얼릿 헌터 역을 맡은 여배우는 위 시리즈에 출연한 모든 여배우 중 최고의 미모라고 일컬어지기도 하는데, 이는 영국배우 너태샤 리처드슨(린지 로언이 쌍둥이 아역으로 출연한 《페어런트 트랩(The Parent Trap)》에서 엄마 역할로 국내 팬들에게도 잘 알려진 배우의 초기작)으로 리처드슨은 2009년 초 스키를 타다가 불의의 사고로 사망해서 팬들을 아쉽게 했다.
- 메리 모스턴(Mary Morstan)

홈즈보다는 왓슨과 더 가까운 여성이다. 〈네 개의 서명〉에서 홈즈를 찾아온 의뢰인으로 홈즈의 표현을 빌리면 '아주 모범적인 의뢰인이자 내가 아는 여성 가운데 가장 매력적인 여성의 하나임을 인정'한다고 할 정도로 차분하고 총명하고 지혜로운 여성으로 묘사된다. 빼어난 미인은 아니나 표정이 풍부한 푸른색 눈동자와 상냥하고 기품 있는 태도가 왓슨을 한눈에 반하게 만든 매력이기도 한데 사건이 해결된 후 왓슨의 청혼을 받아들여 1888년 결혼함으로써 왓슨과 홈즈의 환상적인 콤비 동거 생활을 청산하게 만드는 역할을 하기도 한다. 추가로 왓슨과 메리 모스턴의 나이 차이는 거의 10살 가까이 난다.
그러나 왓슨의 다른 부인들(메리 이전에도 왓슨은 미국에서 한번, 또 메리 사망 후에도 다시 재혼한 것으로 알려짐)에 비해서는 홈즈와 함께 사건에 뛰어드는 것에 비교적 관대한 편이며, 왓슨에 따르면 몇 년간의 결혼생활 끝에 메리는 병으로 세상을 떠나고 이후 홈즈가 다시 베이커가 하숙집에서 같이 살자고 설득해 왓슨은 다시 허드슨 부인의 집으로 돌아오게 되었다고 한다. 이들 사이에 자녀가 있었다는 기록은 홈즈 시리즈에서는 전혀 나타나지 않는다.

## 영향
홈즈 시리즈가 추리소설에 미친 영향은 매우 크다. 동시대의 다른 추리 소설들이 등장인물의 알리바이에 초점을 맞추는 데 비해 아서 코난 도일은 증거의 중요성을 부각했다. 흙먼지, 발자국, 지문 등을 통해 증거를 수집하고 그러한 증거의 조합으로 범인을 지목하는 기법은 이후 소설과 영화, 드라마 등의 창작에 막대한 영향을 미쳤다.
또한 셜록홈즈의 팬이고 홈즈를 연구하는 사람들을 영국에선 홈지언(영어: Holmesian), 미국에선 셜로키언(영어: Sherlockian) 이라고 한다. 대표적인 홈지언은 베어링굴드(W.S.Baring-Gould)가 있다.

## 각색 및 파생 작품

### 관련 및 파생 작품

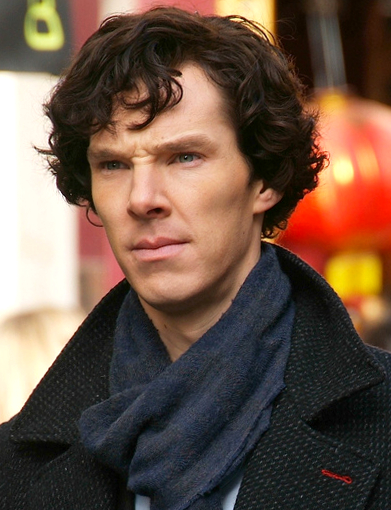
《셜록》에서 홈즈 역을 맡은 베네딕트 컴버배치

베네딕트 컴버배치는 2010년 7월 25일 처음 방송된 BBC One의 드라마 《셜록》에서 왓슨을 연기한 마틴 프리먼과 함께 현대 버전의 홈즈를 연기하였다. 시즌 당 3편으로 구성되어 있으며, 편당 시간은 약 90분 정도이다. 해당 시리즈는 시즌 4까지 방영되었다.
2012년 9월 27일에는 《엘리멘트리》가 CBS에서 처음 방송되었다. 이는 현대 뉴욕을 배경으로 조니 리 밀러가 영국의 마약 중독자 셜록 홈즈로, 루시 리우가 조안 왓슨 박사로 출연하였다.
셜록 홈즈와 관련된 패러디 작품은 많게는 수천에 이른다. 대표적인 예로, 많은 사람들의 사랑을 받은 솔라 폰즈 시리즈나 '아르센 뤼팽' 시리즈에 나오는 헐록 숌즈, 그 외에도 헴록 존스 같은 수많은 패러디를 예로 들 수 있다.
이 외에도 일본 만화인 《명탐정 코난》의 모티브가 되었고, 일본 애니메이션 《비탄의 아리아》에서 등장인물이 셜록 홈즈의 후손으로 나오는 등 셜록 홈즈의 모티브가 되거나 셜록 홈즈가 등장한 소설에서 언급되지 않는 가상의 인물을 만들어 재창작되기도 한다.
셜록 홈즈에서 파생된 제품은 각종 패러디나 혼성 모방을 제외하고도 다른 수많은 추리 소설들에 영향을 끼쳤다.

## 장편집

### 《주홍색 연구》 (1887년 출판, 《비튼의 크리스마스 연감》)
- 《네 개의 서명》 (1890년 출판, 《리핀컷의 월간 매거진》)
- 《바스커빌 가문의 개》 (1901-1902년 《스트랜드》에서 연재)
- 《공포의 계곡》 (1914-1915년 《스트랜드》에서 연재)

### 단편집
- 《셜록 홈즈의 모험》 (1891년-1892년 《스트랜드》에서 발표된 단편 수록)
- 《셜록 홈즈의 회상록》 (1892년-1893년 발표된 단편 수록)
- 《셜록 홈즈의 귀환》 (1903년-1904년 발표된 단편 수록)
- 《마지막 인사》 (1908년-1917년 발표된 단편 수록)
- 《셜록 홈즈의 사건집》 (1921년-1927년 발표된 단편 수록)

## 같이 보기
- 귀납